# Guillemette Laurens
Guillemette Laurens (* 6. November 1957 in Fontainebleau) ist eine französische Opernsängerin (Mezzosopran) und Spezialistin für Alte Musik.

## Biographie
Auch Guillemettes Eltern waren Musiker, ihren ersten Gesangsunterricht erhielt sie von ihrem Vater. Später studierte sie am Konservatorium von Toulouse Gesang, Klavier und Kammermusik, und machte 1976 ihr Debüt mit 18 Jahren als Mother Goose in Igor Strawinskys The Rake’s Progress. 1977 begann sie eine regelmäßige Zusammenarbeit mit dem Atelier Lyrique du Rhin, wo sie in diversen Opern moderner französischer Komponisten auftrat.
Guillemette Laurens gehörte 1979 zu den Gründungsmitgliedern des von William Christie geleiteten Ensembles Les Arts Florissants, mit dem sie während der gesamten 1980er Jahre eine intensive Zusammenarbeit verband. Daraus gingen zahlreiche Aufnahmen hervor, besonders im französischen, frühen italienischen und englischen Repertoire des 17. Jahrhunderts (Lully, Lambert, Charpentier, Monteverdi, Rossi, Purcell).
Seit 1980 sang sie auf führenden Bühnen Europas und der USA, in Kolumbien, Israel, Südafrika und Japan. Sie interpretierte dabei Rollen in: Die Nase von Dmitri Shostakovich, Dido and Aeneas von Purcell (Dido), Atys von Lully (Cybèle), I puritani von Bellini an der Seite von June Anderson, La clemenza di Tito und Le nozze di Figaro von Mozart, L’Orfeo und L’incoronazione di Poppea (Poppea und Nerone) von Monteverdi, die h-Moll-Messe (BWV 232) von J. S. Bach, L’enfance du Christ von Berlioz.
Guillemette Laurens trat außerdem auf in: La voix écarlate von Jacques Castérède, The Rape of Lucretia von Benjamin Britten, Der Jasager von Kurt Weill und Pierrot Lunaire von Schönberg.
Unter Jean-Claude Malgoire sang sie die Cornelia in Händels Giulio Cesare im Palais Garnier, und auf dem Festival von Aix-en-Provence die Diana in Glucks Iphigénie en Aulide mit John Eliot Gardiner, und auch während Bach-Konzert-Reihen in Londons South Bank. 1998 verkörperte Guillemette Laurens die Rolle der Penelope in Monteverdis Il ritorno d’Ulisse in patria beim Kunsten Festival des Arts in Brüssel. Diese Produktion wurde zusammen mit der Hand Spring Puppet Company unter William Kentridge und unter dem Dirigat von Philippe Pierlot auch in Wien, Berlin, Amsterdam und Zürich aufgeführt. Im August 1999 sang Guillemette Laurens auch die Rolle der Idonia in La catena d’Adone von Domenico Mazzocchi unter Konrad Junghänel auf den Innsbrucker Festwochen der Alten Musik. Sie sang des Weiteren in Francesco Cavallis Serse, die Storgè in Händels Jephta, und Medoro in Vivaldis Orlando furioso.
Darüber hinaus wirkte sie mit verschiedenen anderen Ensembles und Dirigenten zusammen, wie Philippe Herreweghe und der Chapelle Royale, Ton Koopman und dem Amsterdam Baroque Orchestra, Vincent Dumestre und Le Poème Harmonique, Hugo Reyne und La Simphonie du Marais, Gustav Leonhardt und La Petite Bande, Skip Sempé und Capriccio stravagante, Martin Gester und Le Parlement de Musique, Jérôme Correas und Les Paladins, Il Giardino Armonico, Sequentia u. a.

## Lehrtätigkeit
Von 1984 bis 1991 und von 1994 bis 1998 unterrichtete sie Barockgesang, und von 2011 bis 2014 lyrischen Gesang am Konservatorium von Toulouse. Von 2011 bis 2014 leitete sie eine Gesangsklasse am Konservatorium von Toulon (Provence Méditerranée), und seit 2011 am Conservatoire Hector Berlioz in Paris. Daneben gibt sie auch Meisterkurse, u. a. in Paris und Daroca (Spanien).

## Auszeichnung
Guillemette Laurens wurde 2002 von der französischen Regierung für ihre Laufbahn und die künstlerische Repräsentanz der französischen Kultur im Ausland die Auszeichnung Chevalier des Arts et des Lettres verliehen.

## Diskografie (Auswahl)

### Mit Les Arts Florissants
- 1980: Marc-Antoine Charpentier: Caecilia, Virgo et Martyr H. 397
- 1980: Marc-Antoine Charpentier: Filius Prodigus H. 399
- 1981: Marc-Antoine Charpentier: Pastorale sur la Naissance de N.S. Jésus-Christ H. 483
- 1981: Claudio Monteverdi: Altri Canti
- 1982: Marc-Antoine Charpentier: In nativitatem Domini Nostri Jesu Christi canticum (In Nativitatem D.N.J.C. Canticum) H. 414
- 1982: Luigi Rossi: Oratorien (Il pecator pentito, O Cecità del misero mortale)
- 1982: Marc-Antoine Charpentier: Les Arts Florissants H. 487
- 1982: Marc-Antoine Charpentier: Antienne „O“ de l’Avent
- 1983: Claudio Monteverdi: Il ballo delle ingrate (Venus) und Sestina
- 1984: Michel Lambert: Airs de cour (1689)
- 1986: Henry Purcell: Dido and Aeneas (Dido)
- 1987: Jean-Baptiste Lully: Atys (Cybèle), mit Agnès Mellon und Guy de Mey (Harmonia mundi France).

### Mit der Chapelle Royale
- 1981: Henry Du Mont: Motets pour la chapelle du roy
- 1985: Jean-Baptiste Lully: Grands Motets
- 1987: Claudio Monteverdi: Vespro della Beata Vergine (Chapelle Royale, Collegium Vocale Gent, Saqueboutiers de Toulouse)
- 1992: Jean-Baptiste Lully: Armide (Titelrolle), mit Howard Crook, Bernard Deletré und Véronique Gens (Harmonia mundi France).

### Anderes
- 1989: Claudio Monteverdi: L’incoronazione di Poppea (als Nerone), mit dem Concerto Vocale, René Jacobs u. a. (Harmonia mundi France).
- 1990: Johann Sebastian Bach: Messe h-moll BWV 232, mit La Petite Bande, Gustav Leonhard u. a. (Harmonia mundi).
- 1991: Georg Friedrich Händel: La Resurrezione, mit dem Amsterdam Baroque Orchestra, Ton Koopman.
- 1993: Lettera amorosa (Monteverdi, Sigismondo d’India, Giulio Caccini, Luigi Rossi u. a.), mit Luca Pianca (Laute) (Teldec Classics 1993 & Apex / Warner Classics 2003)).
- 1998: Le musiche di Bellerophonte Castaldi, mit Le Poème Harmonique, Vincent Dumestre (Alpha).
- 1999: Domenico Belli: Il nuovo stile, mit Le Poème Harmonique, Vincent Dumestre (Alpha).
- 2004: Gentil mia donna – Petrarca e la musica (Guillaume Dufay, Tromboncino, Francisco de la Torre, Mudarra, Claudin de Sermisy, Caccini, Giovanni Gabrieli u. a.), mit Fuoco e cenere, Jay Bernfeld (Arion 2004).
- 2005: Jean-Baptiste Lully: Isis, mit La Simphonie du Marais, Hugo Reyne.

### Rollen an der Pariser Opéra
- Lully: Atys (Cybèle)
- Lully: Isis (Junon)